# Fekete gyöngytyúk
A fekete gyöngytyúk (Agelastes niger) a madarak osztályának tyúkalakúak (Galliformes) rendjébe és a gyöngytyúkfélék (Numididae) családjába tartozó faj.

## Rendszerezése
A fajt John Cassin amerikai ornitológus írta le 1857-ben, a Phasidus nembe Phasidus niger néven.

## Előfordulása
Afrikában, Angola, Egyenlítői-Guinea, Gabon, Kamerun, a Kongói Demokratikus Köztársaság, a Közép-afrikai Köztársaság és Nigéria területén honos. 
Természetes élőhelyei a szubtrópusi és trópusi síkvidéki esőerdők, valamint másodlagos erdők. Állandó, nem vonuló faj.

## Megjelenése
Testhossza 43 centiméter.

## Természetvédelmi helyzete
Az elterjedési területe nagyon nagy, egyedszáma ugyan csökken, de még nem éri el a kritikus szintet. A Természetvédelmi Világszövetség Vörös listáján nem fenyegetett fajként szerepel.